# یواس‌اس سیسکو (اس‌اس-۲۹۰)
یواس‌اس سیسکو (اس‌اس-۲۹۰) (به انگلیسی: USS Cisco (SS-290)) یک زیردریایی بود که طول آن ۳۱۱ فوت ۹ اینچ (۹۵٫۰۲ متر) بود. این زیردریایی در سال ۱۹۴۲ ساخته شد.